# 남이공
남이공(南以恭, 1565년 ~ 1640년)은 조선 중기의 문신이다. 본관은 의령(宜寧). 초명은 이경(以敬). 자는 자안(子安). 호는 설사(雪蓑/雪簑). 소북(小北)의 영수였다.
1608년(광해군 즉위) 유영경의 옥사 직후 정운원종공신 1등(定運功臣一等)에 책록되었다.
1614년(광해군 6년) 8월 27일 위성원종공신 1등(衛聖原從功臣)에 책록되었다.

## 가족 관계
- 할아버지 : 남응운(南應雲)
- 아버지 : 남호(南琥)
- 어머니 : 신사헌(愼思獻)의 딸
- 형님 : 남이신(南以信)